# NGC 6561
NGC 6561 is een niet-bestaand object in het sterrenbeeld Boogschutter. Het hemelobject werd op 27 juni 1786 ontdekt door de Duits-Britse astronoom William Herschel.